# Карловска котловина
Карловската котловина (Карловско поле, Стремска котловина) е котловина в Средногорско-Подбалканската област, шестата по ред от запад на изток задбалканска котловина.
Карловската котловина е разположена между планините Златишко-Тетевенска, Троянска и Равнец (дялове от Стара планина) на север и Същинска Средна гора на юг и Сърнена Средна гора на югоизток. На запад високият планинския рид Козница (1092 м) я отделя от Златишко-Пирдопската котловина, а на изток по-ниският планински праг Стражата (Кръстец, 610 m) – от Казанлъшката котловина.
Котловинното равнище – Карловското поле е с площ от 280 km2. Дължината ѝ от запад на изток е 37 km, а ширината ѝ варира от 2 km на запад до 15 km на изток. Средната ѝ надморска височина е около 400 m и е наклонена на юг. В югоизточната ѝ част се издигат две малки вътрешнокотловинни възвишения изградени от гранит Конят (392 m) и Момини гърди (491 m).
Морфографски котловината е обусловена от голяма и дълбока грабенова структура с простиране от запад на изток. От север и юг е ограничена от Подбалканския и Карловския разседи. Запълнена е с плиоценски и кватернерни седименти. В старопланинското подножие кватернерните седименти образуват обширен пролувиален шлейф с мощност от 40 до 100 m. Старопланинските склонове са стръмни, изградени от гранити и палеозойски кристалинни скали, на много места обезлесени и ерозирани. Средногорските склонове са полегати, изградени от гранити и обрасли с габърово-горунови гори.
Котловината се отводнява от река Стряма и притоците и Бяла река, Стара река, Дермендере и др. Климатът е преходно-континентален с около 680 мм средногодишен валеж. Средната януарска температура е 0,5 °C, средната юлска 22,6 °C, а средногодишната 11,9 °C. Почвите са преобладаващо делувиално-пролувиални канелени и ливадно-канелени. При град Баня има минерални извори.
Стопански котловината е много добре усвоена като се отглеждат основно маслодайна роза, фъстъци, мента, орехи, бадеми, технически култури и др.
В котловината са разположени 4 града – Карлово, Сопот, Клисура и Баня и 23 села: Анево, Бегунци, Богдан, Васил Левски, Ведраре, Войнягово, Горни Домлян, Домлян, Дъбене, Иганово, Каравелово, Климент, Куртово, Кърнаре, Марино поле, Московец, Певците, Пролом, Розино, Слатина, Соколица, Столетово и Христо Даново
През котловината преминават участъци от четири пътя от Държавната пътна мрежа:
- От запад на изток, между градовете Клисура и Калофер, на протежение от 47 km – участък от първокласен път № 6 ГКПП „Гюешево“ – София – Карлово – Бургас.
- От север на юг, на протежение от 3 km – участък от второкласен път № 35 Плевен – Ловеч – Троян – Кърнаре.
- От север на юг, от Карлово до село Михилци, на протежение от 11,4 km – участък от второкласен път № 64 Карлово – Пловдив.
- От югозапад на североизток, от град Баня до село Васил Левски, на протежение от 8,5 km – целият участък на третокласен път № 641 Баня – Васил Левски.

От запад на изток, между гарите Стряма и Ботев преминава и участък от трасето на Подбалканската жп линия София – Карлово – Бургас, а от Карлово до град Баня – участък от трасето на жп линията Карлово – Пловдив.

## Топографска карта
- Лист от карта K-35-37. Мащаб: 1 : 100 000.
- Лист от карта K-35-38. Мащаб: 1 : 100 000.
- Лист от карта K-35-50. Мащаб: 1 : 100 000.